# Poultonella alboimmaculata
Espèce
Synonymes
- Attus alboimmaculatus Peckham & Peckham, 1883

Poultonella alboimmaculata est une espèce d'araignées aranéomorphes de la famille des Salticidae.

## Distribution
Cette espèce est endémique des États-Unis. Elle espèce se rencontre dans l'État de New York, en Virginie, au Iowa, au Kansas, en Oklahoma, au Texas et au Nouveau-Mexique.

## Description
Les mâles mesurent de 2,95 à 4,38 mm et les femelles de 3,13 à 4,75 mm.

## Publication originale
- Peckham & Peckham, 1883 : Descriptions of new or little known spiders of the family Attidae from various parts of the United States of North America. Milwaukee, p. 1-35 (texte intégral).